# الطاقة في النمسا

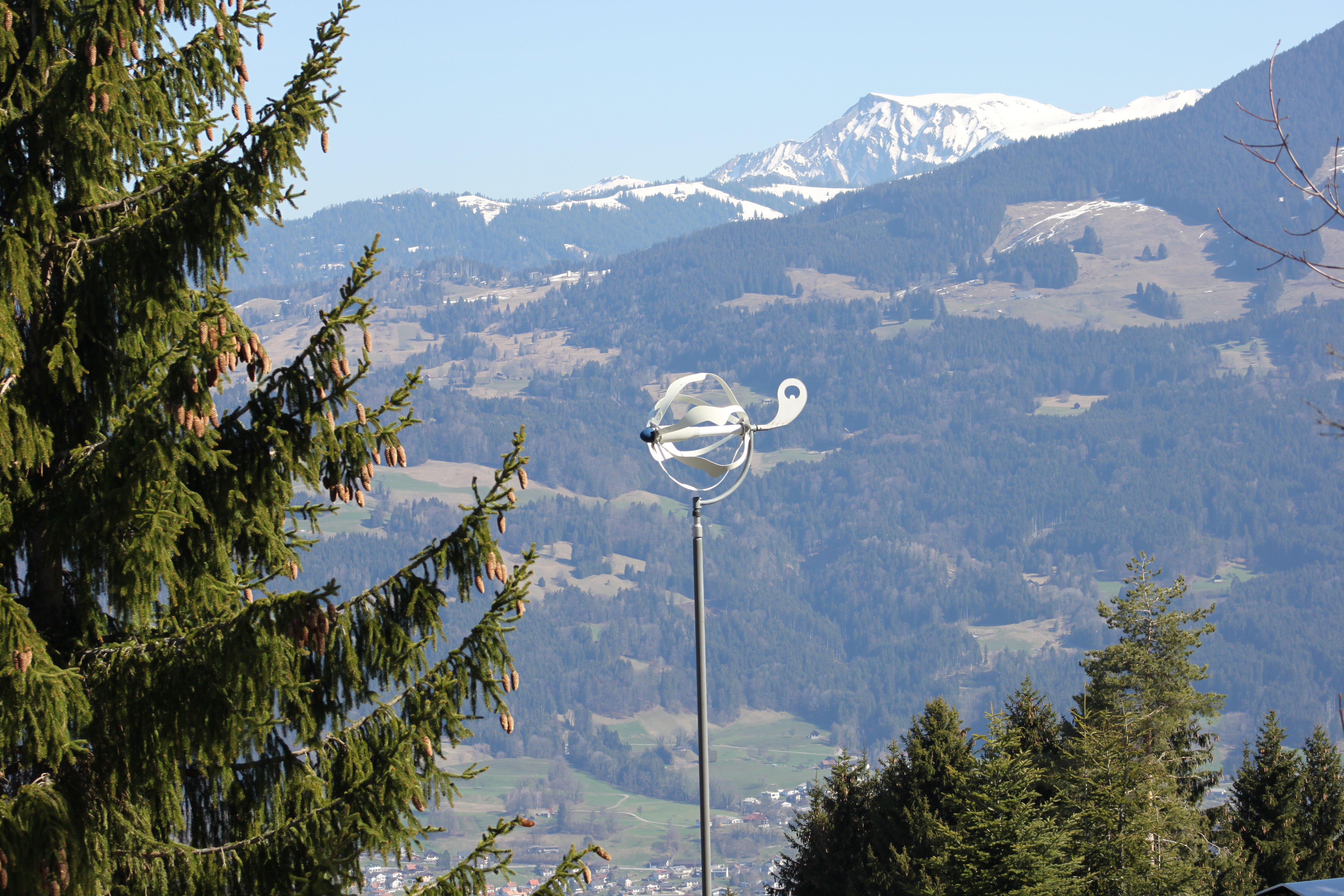
توربينات رياح صغيرة في فراستانز، فورارلبرغ ، النمسا

تصف الطاقة في النمسا إنتاج الطاقة والكهرباء واستهلاكها واستيرادها في النمسا.
النمسا هي واحدة من أكبر منتجي الطاقة الكهرومائية في أوروبا. أهم منشآت الطاقة مملوكة ملكية عامة، 50٪ من أسهم كبار المنتجين الخاصين مملوكة لحكومات المقاطعات.

## نظرة عامة
| | رأس المال | بريم. الطاقة | إنتاج        | استيراد      | كهرباء       | CO 2 -emission |
| | مليون     | تيراوات ساعة | تيراوات ساعة | تيراوات ساعة | تيراوات ساعة | طن متري        |
| --- | --------- | ------------ | ------------ | ------------ | ------------ | -------------- |
| 2004 | 8.18      | 386          | 115          | 274          | 64.2         | 75.1           |
| 2007 | 8.32      | 386          | 127          | 271          | 66.7         | 69.7           |
| 2008 | 8.34      | 387          | 128          | 274          | 68.5         | 69.3           |
| 2009 | 8.36      | 368          | 133          | 244          | 66.5         | 63.4           |
| 2012 | 8.42      | 384          | 134          | 273          | 70.4         | 68.5           |
| 2012R | 8.43      | 385          | 149          | 251          | 71.7         | 64.7           |
| 2013 | 8.48      | 386          | 141          | 246          | 72.2         | 65.1           |
| تغيير 2004-09 | 2.2٪      | -4.6٪        | 15.4٪        | -11.0٪       | 3.6٪         | -15.7٪         |
| طن متري = 11.63 تيراواط ساعة أساس. .بريم. الطاقة تتضمن خسائر الطاقة التي تبلغ 2/3 للطاقة النووية 2012R = تغيرت معايير حساب ثاني أكسيد الكربون، تم تحديث الأرقام |           |              |              |              |              |                |

## طاقة متجددة
وفقًا لوزير البيئة النمساوي نيكولاس بيرلاكوفيتش ، تستهدف النمسا 34٪ من الطاقة المتجددة بحلول عام 2020 والاكتفاء الذاتي بنسبة 100٪ في مجال الطاقة بحلول عام 2050. في النمسا سيكون هناك 100000 وظيفة خضراء جديدة حتى عام 2020، كما كان يأمل بيرلاكوفيتش في حدث طاقة الرياح الأوروبية 2013 من قبل EWEA.

## كهرباء
في عام 2000 ، بلغ صافي توليد الكهرباء 58.8 تيراواط ساعة، منها 28.5٪ من الوقود الأحفوري، و 68.6٪ من الطاقة المائية، ولا شيء من الطاقة النووية، والباقي من مصادر أخرى. في نفس العام، بلغ إجمالي استهلاك الكهرباء 54.8 تيراواط ساعة. إجمالي القدرة المركبة في بداية عام 2001 كان 14.2 مليون كيلوواط. في عام 2000 ، مثل البترول 39٪ من استهلاك الطاقة ، والغاز الطبيعي 20٪، والفحم 10٪ ، والطاقة النووية 0٪، والطاقة الكهرومائية 31٪. خلال فصل الشتاء، عندما تقل المياه المتدفقة للطاقة الكهرومائية، يجب استكمال الطلب على الكهرباء المحلية عن طريق الواردات من البلدان المجاورة.
| طاقة الرياح في الاتحاد الأوروبي والنمسا (MW) | طاقة الرياح في الاتحاد الأوروبي والنمسا (MW) | طاقة الرياح في الاتحاد الأوروبي والنمسا (MW) | طاقة الرياح في الاتحاد الأوروبي والنمسا (MW) | طاقة الرياح في الاتحاد الأوروبي والنمسا (MW) | طاقة الرياح في الاتحاد الأوروبي والنمسا (MW) | طاقة الرياح في الاتحاد الأوروبي والنمسا (MW) | طاقة الرياح في الاتحاد الأوروبي والنمسا (MW) | طاقة الرياح في الاتحاد الأوروبي والنمسا (MW) | طاقة الرياح في الاتحاد الأوروبي والنمسا (MW) | طاقة الرياح في الاتحاد الأوروبي والنمسا (MW) | طاقة الرياح في الاتحاد الأوروبي والنمسا (MW) | طاقة الرياح في الاتحاد الأوروبي والنمسا (MW) | طاقة الرياح في الاتحاد الأوروبي والنمسا (MW) | طاقة الرياح في الاتحاد الأوروبي والنمسا (MW) | طاقة الرياح في الاتحاد الأوروبي والنمسا (MW) | طاقة الرياح في الاتحاد الأوروبي والنمسا (MW) |
| No                                           | بلد                                          | 2012                                         | 2011                                         | 2010                                         | 2009                                         | 2008                                         | 2007                                         | 2006                                         | 2005                                         | 2004                                         | 2003                                         | 2002                                         | 2001                                         | 2000                                         | 1999                                         | 1998                                         |
| -------------------------------------------- | -------------------------------------------- | -------------------------------------------- | -------------------------------------------- | -------------------------------------------- | -------------------------------------------- | -------------------------------------------- | -------------------------------------------- | -------------------------------------------- | -------------------------------------------- | -------------------------------------------- | -------------------------------------------- | -------------------------------------------- | -------------------------------------------- | -------------------------------------------- | -------------------------------------------- | -------------------------------------------- |
| -                                            | الاتحاد الأوروبي - 27                        | 105696                                       | 93957                                        | 84.074                                       | 74767                                        | 64712                                        | 56517                                        | 48.069                                       | 40511                                        | 34383                                        | 28.599                                       | 23159                                        | 17،315                                       | 12،887                                       | 9678                                         | 6،453                                        |
| 14                                           | النمسا                                       | 1،378                                        | 1،084                                        | 1،011                                        | 995                                          | 995                                          | 982                                          | 965                                          | 819                                          | 606                                          | 415                                          | 140                                          | 94                                           | 77                                           | 34                                           | 30                                           |

## نفط
تم العثور على النفط، الذي تم إنتاجه لأول مرة في عام 1863، في كل من النمسا العليا، بالقرب من Wolfsegg am Hausruck، وفي النمسا السفلى بالقرب من فيينا. بعد الوصول إلى ذروة بلغت حوالي 3700000 طن في عام 1955، انخفض إنتاج النفط تدريجياً إلى 22000 برميل يومياً في عام 2000. بلغ إنتاج الغاز الطبيعي 1.698 مليار متر مكعب في عام 1998، وهو أقل بكثير من الاحتياجات المحلية، وبلغ الاستهلاك 6.862 مليار متر مكعب في ذلك العام.
- طاقة الرياح في النمسا
- حركة مناهضة للأسلحة النووية في النمسا